# Azzan
Azzan (arab. عزان) – wieś w Syrii, w muhafazie Aleppo. W 2004 roku liczyła 493 mieszkańców.